# Лубін-Рудолти
Лубін-Рудолти (пол. Łubin Rudołty) — село в Польщі, у гміні Більськ-Підляський Більського повіту Підляського воєводства.
Населення — 114 осіб (2011).
У 1975-1998 роках село належало до Білостоцького воєводства.

## Демографія
Демографічна структура станом на 31 березня 2011 року:
|          | Загалом | Допрацездатний вік | Працездатний вік | Постпрацездатний вік |
| -------- | ------- | ------------------ | ---------------- | -------------------- |
| Чоловіки | 53      | 9                  | 35               | 9                    |
| Жінки    | 61      | 15                 | 28               | 18                   |
| Разом    | 114     | 24                 | 63               | 27                   |